# Llanfairpwllgwyngyll
Llanfairpwllgwyngyll o Llanfair Pwllgwyngyll (normalmente abreviado Llanfair PG o Llanfairpwll) es un pueblo de la isla de Anglesey, en Gales. Su nombre completo, Llanfairpwllgwyngyllgogerychwyrndrobwllllantysiliogogogoch, es la localidad con el nombre más largo del mundo así como es el tercer topónimo.

## Toponimia

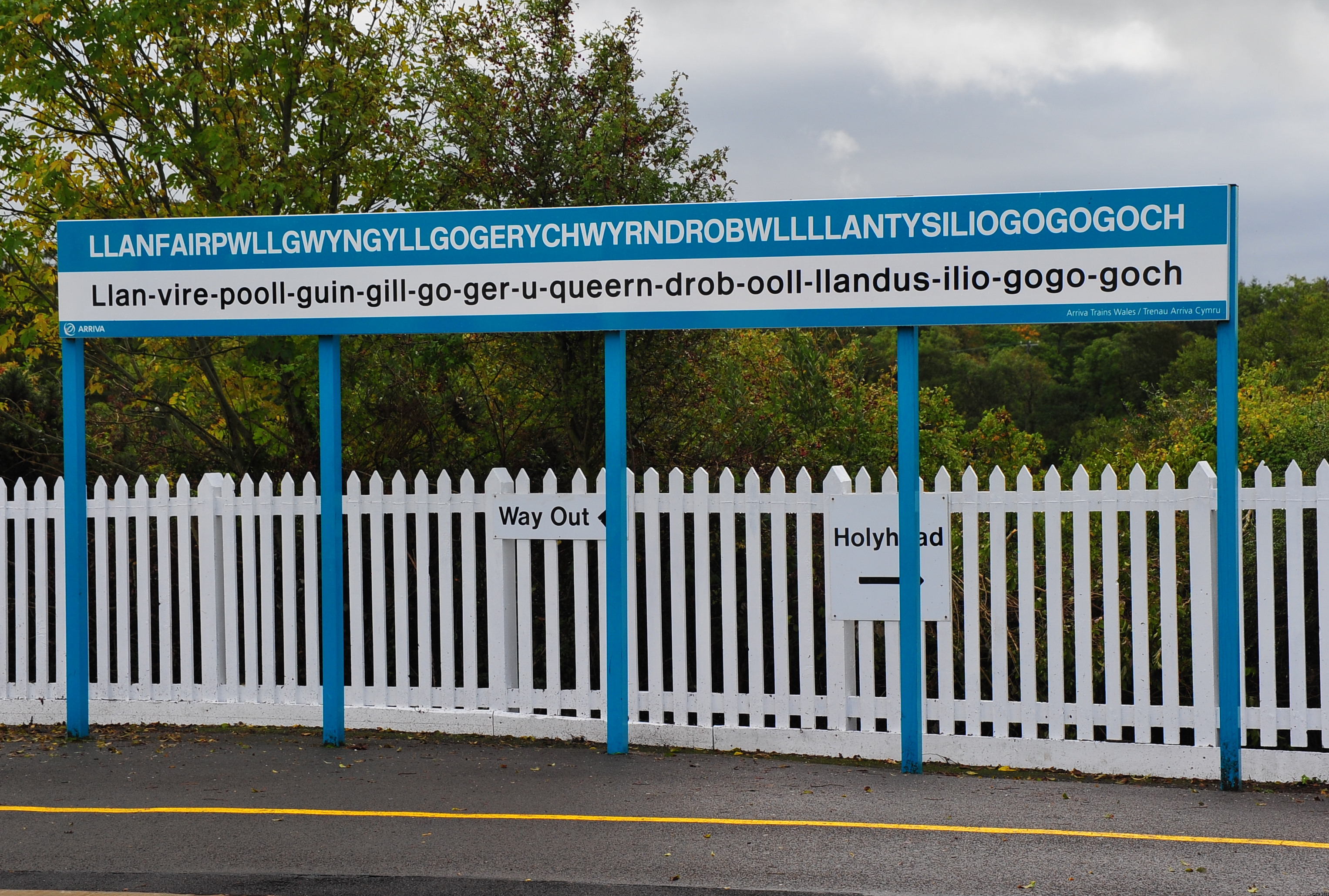
Cartel de la estación del pueblo, con una pronunciación «aproximada» en inglés.

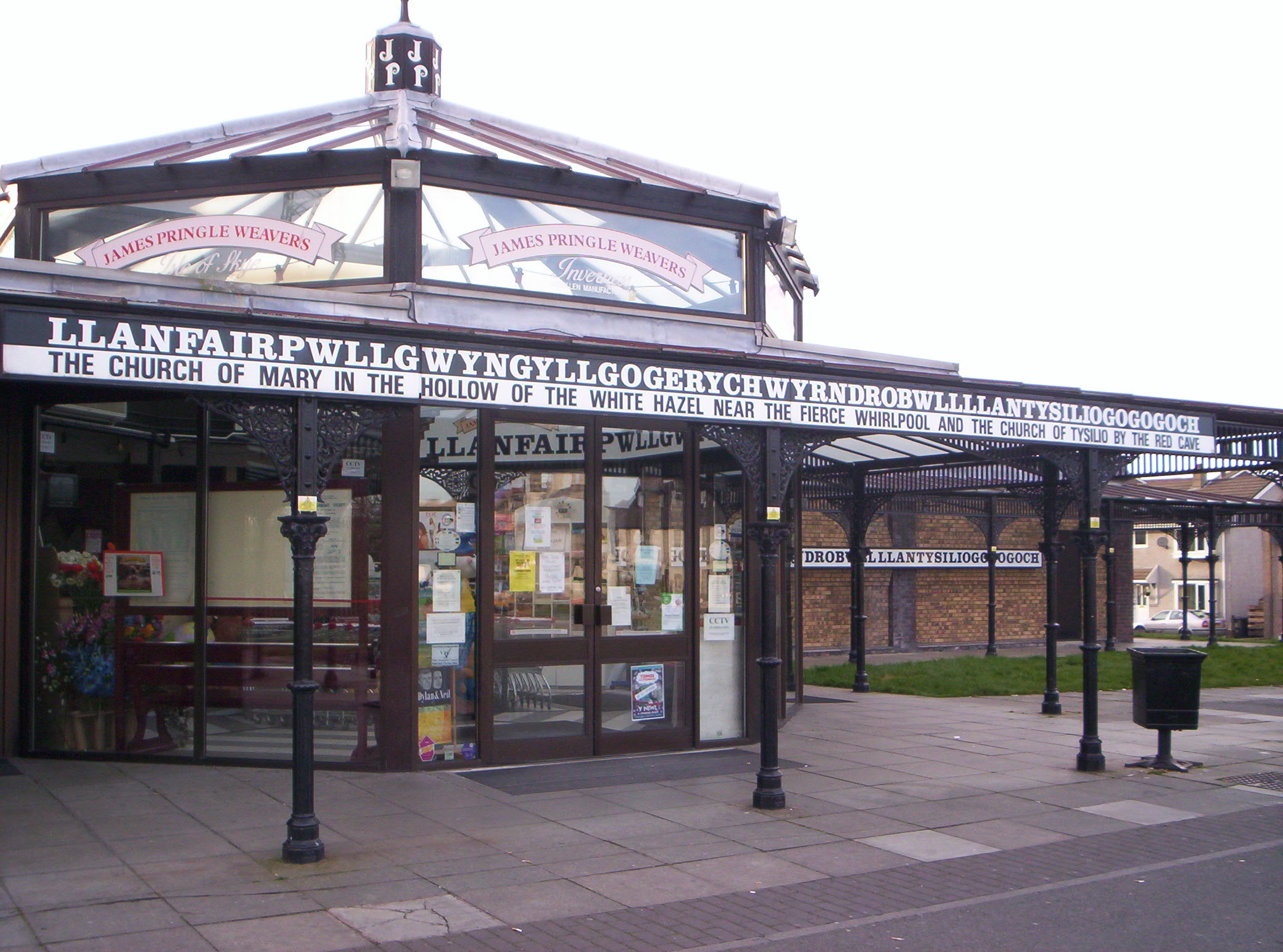
Estación ferroviaria con traducción del nombre en inglés

En galés, el nombre del pueblo significa: "iglesia de Santa María en el hueco del avellano blanco cerca de un torbellino rápido y la iglesia de San Tisilio cerca de la gruta roja".
Sin embargo, el nombre del pueblo se abrevia a menudo como Llanfair PG (Llanfairpwll para los galeses). Esto basta para distinguirlo de los otros lugares de Gales llamados Llanfair.
El nombre fue decidido en los años 1860 por el consejo del pueblo, principalmente para tener el privilegio de tener el nombre más largo de una estación ferroviaria en Gran Bretaña. Este nombre no se puede considerar propiamente dicho como un nombre galés; el nombre original del lugar es Llanfair Pwllgwyngyll, y representa 16 letras en el alfabeto galés y 19 en el inglés. 
El primer puesto en la lista de topónimos más largos, lo tiene Bangkok. No obstante, la capital tailandesa no cuenta con el récord Guinness, pues se considera que su nombre está en desuso y es meramente cerominal. Taumata Hill, cuenta con el récord guiness del topónimo más largo pero es una colina y no un poblado. De esta manera, este pueblo es el que cuenta con el nombre más largo del mundo. 

## Pronunciación
El nombre completo del pueblo se pronuncia en AFI como sigue:
[ˌɬan.vair.puɬ.ˌɡwɪ̈n.ɡɪ̈ɬ.ɡo.ˌɡer.ə.ˌχwərn.ˌdrob.uɬ.ˌɬan.tɪ̈s.ˌil.jo.ˌɡo.ɡo.ˈɡoːχ], o bien [ɪ] en lugar de [ɪ̈] y [pʊɬ, drob.ʊɬ] en lugar de [puɬ, drob.uɬ].
La pronunciación puede aproximarse en español como Hlan-vair-puhl-güin-guihl-go-gue-ra-juern-drob-uhl-hlan-ti-si-lio-go-go-goj, donde el grupo hl representa una consonante inexistente en español: la consonante fricativa lateral alveolar sorda, que se representa en galés como ll y en el AFI como [ɬ]. En el cartel se presenta una guía fonética pensada para angloparlantes, según la cual el nombre del pueblo se pronuncia Llan-vire-pooll-guin-gill-go-ger-u-queern-drob-ooll-llandus-ilio-gogo-goch.

## Deporte
- El club representativo de la ciudad es el Llanfairpwll FC que juega en el Maes Eilian con capacidad para 1,500 espectadores.

## Turismo
Es un destino turístico muy visitado. Los turistas suelen fotografiarse junto al cartel que indica el nombre de la ciudad, o hacen que les sellen el pasaporte en el ayuntamiento local.
Otra atracción es la cercana columna del Marqués de Anglesey, desde donde se tiene una excelente vista de Anglesey y del estrecho de Menai.